# Тукан, Ахмад
Ахмад Тукан (араб. أحمد طوقان‎; 15 августа 1903, Наблус, Османская империя — 12 сентября 1981, Амман, Иордания) — иорданский государственный деятель, премьер-министр Иордании с 26 сентября 1970 года по 28 октября 1970 года.

## Биография
Был старшим братом известных арабских поэтов Ибрагима Тукана и Фадвы Тукана.  В 1925 г. окончил инженерный факультет Американского университета, в 1929 г. окончил  аспирантуру Оксфордского университета с присуждением диплома магистра физических наук.
После объявления независимости Иордании (1946) занимал ответственные должности в правительстве Иордании и международных организациях.
- 1934—1950 гг. — занимал различные административные должности в сфере управления образованием,
- 1950 г. — министр общественных работ,
- 1950 г. — министр образования,
- 1951 г. — министр иностранных дел[2],
- 1951—1952 гг. — глава иорданской стороны Смешанной комиссии по перемирию,
- 1953—1954 гг. — министр образования,
- 1954—1961 гг. — сотрудник ЮНЕСКО и одновременно заместитель руководителя Ближневосточного агентства ООН для помощи палестинским беженцам и организации работ (UNRWA),
- 1962—1966 гг. — эксперт Международного банка реконструкции и развития (МБРР),
- 1967 г. — и. о. министра иностранных дел Иордании,
- 1967 г. — заместитель премьер-министра и государственный министр,
- 1967—1969 гг. — заместитель премьер-министра, министр обороны,
- 1969 г. — заместитель премьер-министра и и. о. министра иностранных дел и министра туризма и древностей,
- 1969—1970 гг. — заместитель премьер-министра и министр обороны,
- 1970 г. — заместитель премьер-министра
- сентябрь 1970 г. — председатель Королевского Хашимитского суда,
- сентябрь-октябрь 1970 г. — и. о. министра иностранных дел,
- 1970 г. — премьер-министр Иордании[3], активный участник конфликта с палестинскими военизированными группировками^
- 1970—1972 гг. — министр королевского двора.
- 1972—1979 гг. — председатель Королевского Хашимитского суда.

Являлся председателем Совета попечителей Университета Иордании.
Умер в Иордании в возрасте 78 лет после продолжительной болезни. В Аммане в честь него была названа школа.